# 聖拉斐爾德爾尤馬
18°26′N 68°40′W / 18.433°N 68.667°W
聖拉斐爾德爾尤馬（西班牙語：San Rafael del Yuma），是多明尼加共和國的城鎮，位於該國東部，由聖母省負責管轄，面積981.2平方公里，海拔高度26米，2012年人口46,687，人口密度每平方公里48人。